# Kamienica Podedzwony w Krakowie
Kamienica Podedzwony – zabytkowa kamienica znajdująca się w Krakowie, w dzielnicy I przy ulicy Floriańskiej 24,  na Starym Mieście.

## Historia kamienicy
Kamienica została wzniesiona w XIV wieku jako jednopiętrowy budynek o kamienno–drewnianej konstrukcji. W 1510 była własnością odlewnika Marcina Kannegisera, na którego zlecenie wykonano renesansowe godło, przedstawiające trzy dzwony. W późniejszych wiekach dom zamieszkiwali: konwisarze, ślusarze i kotlarze. Przez pewien czas mieścił on także szynk. Na początku XIX wieku kamienicę zakupił na licytacji Józef Weiss, na którego zlecenie została ona w 1830 gruntownie przebudowana. Godło zostało wówczas odrestaurowane i opatrzone datą oraz inicjałami nowego właściciela, obok dzwonów wyrzeźbiono ramę złożoną z kiści winogron i kotwic. W II połowie XIX wieku niewielkich zmian w wyglądzie kamienicy dokonał kupiec o nazwisku Krzyżanowski. Na jego zlecenie dodano do godła kolejne ornamenty roślinne oraz zmieniono widniejący pod dzwonami inicjał imienny z „J” na „K” – pierwszą literę jego nazwiska.
7 marca 1966 kamienica została wpisana do rejestru zabytków. Znajduje się także w gminnej ewidencji zabytków.

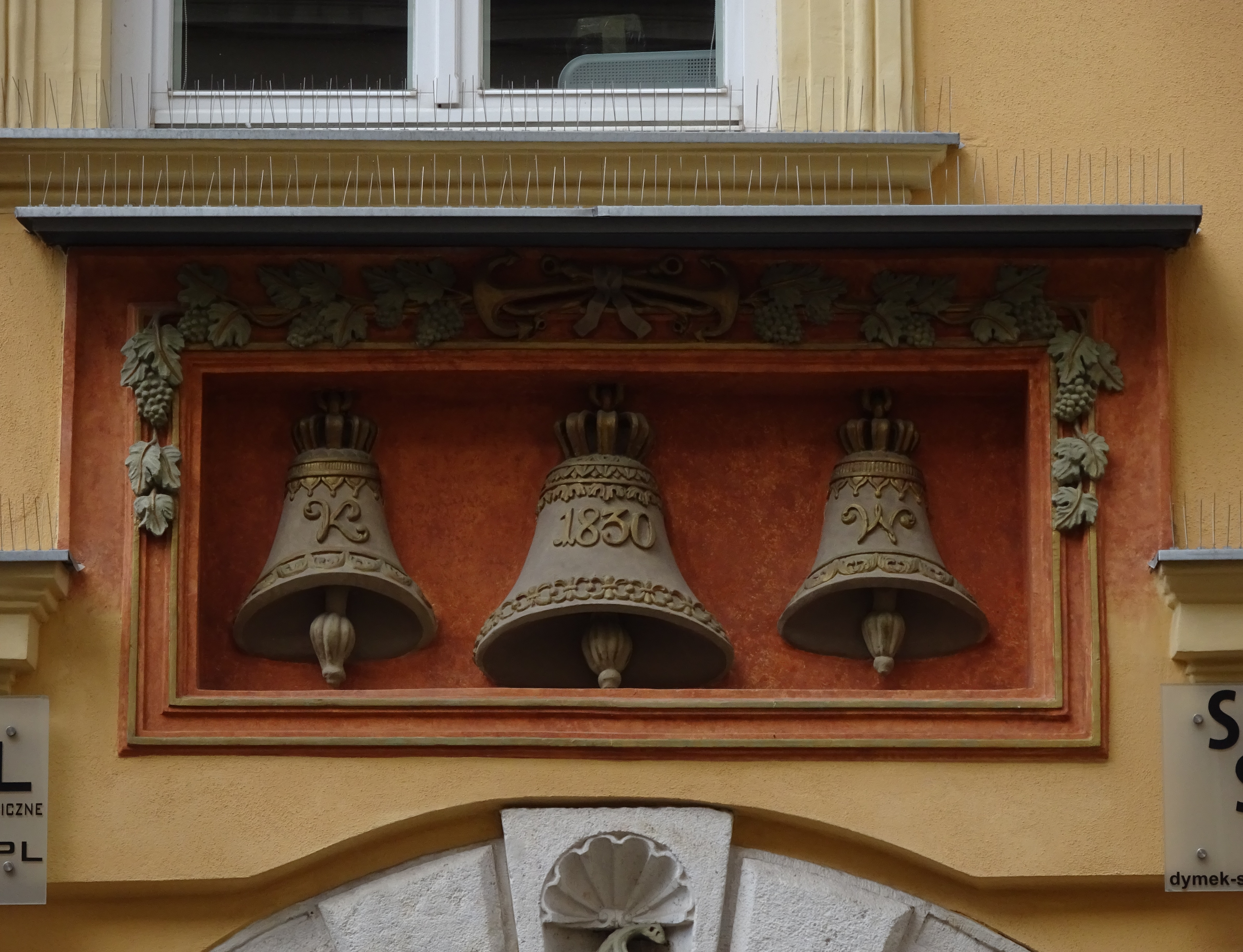
Godło domu - trzy dzwony